# 若宮忠三郎
若宮 忠三郎（わかみや ちゅうざぶろう、1911年3月13日 - 1982年3月23日）は、日本の俳優。

## 来歴・人物
京都府京都市中京区出身。京都市立第二商業学校（後の京都市立西陣商業高等学校、廃校）卒業。
商業学校在学中から劇団の舞台を踏み、1927年が初舞台となる。また、この頃に野淵昶らが京都で結成したエランヴィタール小劇場に参加している。1933年に上京し、P.C.L.映画演劇研究所に入所する。1934年に前進座に入座し、市川進三郎の名前で舞台に出演した。また、山中貞雄監督の遺作『人情紙風船』などの前進座ユニットの映画にも出演した。1941年、東宝に入社し以後は本名の若宮忠三郎で活動する。
北支那への兵役を経て、戦後はフリーとなり多くの映画・テレビドラマに脇役として活躍した。映画では主に東宝の名バイプレーヤーとして知られた。テレビでは芸術祭優秀賞とモンテカルロ・テレビ祭特別賞を得たNHKの『極楽家族』などに出演した。1969年に芸名を若宮大祐（わかみや  だいう）に改名。1978年にはテレビ朝日のバラエティ番組『笑アップ歌謡大作戦』で、第1部「笑アップ教室」でいつも額縁の中にいる「校長先生」役でレギュラー出演していた。
旧芸名時の1968年と改名後の1976年の二度に渡りテレビドラマで東條英機役を演じている。
生涯独身であった。
改名後の芸名の読みを「わかみや　たいゆう」とする資料が存在するが誤りである。

## 出演作品

### 映画
- 人情紙風船（1937年、P.C.L.） - 流しの与七
- 阿部一族（1938年、東宝） - 三男一太夫
- 逢魔の辻 江戸の巻（1938年、東宝） - 手先信公
- その前夜（1939年、東宝） - 藤田伍一
- 元禄忠臣蔵前篇（1941年、松竹） - 潮田又之丞
- 暁の追跡（1950年、新東宝） - 吉村刑事
- 夫婦善哉（1955年、東宝） - おきんの亭主
- 現代の欲望（1956年、東宝） - 産婦人科医
- 大番（1957年、東宝） - サイトリ
- 眠狂四郎無頼控 第二話（1957年、東宝） - 仙波孫兵ヱ
- 次郎長意外伝 大暴れ三太郎笠（1957年、東宝） - 番頭
- 雪国（1957年、東宝） - 駅長
- 憎いもの（1957年、東宝） - 由子の課長
- 一本刀土俵入り（1957年、東宝） - 筋市
- サラリーマン出世太閤記（1957年、東宝） - 重役
- 女殺油地獄（1957年、東宝） - 太兵衛
- 駅前シリーズ（東宝）
  - 駅前旅館（1958年） - 杉田屋番頭
  - 喜劇 駅前百年（1967年） - そばやの爺さん
- みみずく説法（1958年、東京映画） - 葬儀屋
- 花のれん（1959年、宝塚映画） - 丸十の主人
- 暗夜行路（1959年、東宝） - 駅長
- 愛妻記（1959年、東宝） - 相模屋主人
- 乙女の祈り（1959年、松竹） - 日下部善太郎
- 女子大学生 私は勝負する（1959年、東宝） - 順子の叔父
- 珍品堂主人（1960年、東宝） - 格さん
- 幽霊繁盛記（1960年、東京映画） - 長六親方
- 濹東綺譚（1960年、東京映画） - 巳之松
- 地獄の饗宴（1961年、東京映画） - 中年の男
- 東京夜話（1961年、東京映画） - 植木屋
- 夢がいっぱい暴れん坊（1962年、日活） - 江戸川万造
- 若者に夢あり（1962年、日活） - 経師屋の岩田
- 明日ある限り（1962年、東京映画） - 年輩の夫
- 如何なる星の下に（1962年、東京映画） - 里山
- 憂愁平野（1963年、東京映画） - ホテルのボーイ
- イチかバチか（1963年、東宝） - 政治家風の男
- 喜劇 とんかつ一代（1963年、東京映画） - のれん会会長・須賀
- クレージー作戦 先手必勝（1963年、東宝） - 駅前商店会会長
- 台所太平記（1963年、東宝） - 医師小島
- 新・夫婦善哉（1963年、東京映画） - 安吉
- 甘い汗（1964年、東京映画） - 「おけさ」の客
- おゆきさん（1966年、日活） - 川田の父
- 千曲川絶唱（1967年、東京映画） - 集配所長
- 8.15シリーズ（東宝）
  - 日本のいちばん長い日（1967年、東宝） - 水谷大佐（近衛師団参謀長）
  - 連合艦隊司令長官 山本五十六（1968年、東宝） - 客
- 柳ヶ瀬ブルース（1967年、東映） - 堀田忠兵衛
- 青春太郎（1967年、東京映画） - 花田和助
- めぐりあい（1968年、東宝） - ベアリング店社長
- とむらい師たち（1968年、大映）
- 強虫女と弱虫男（1968年、松竹） - パパさん
- かげろう（1969年、近代映画協会）
- 裸の十九才（1970年、近代映画協会） - 老人
- 讃歌（1972年、近代映画協会） - 幇間
- 怪獣大奮戦 ダイゴロウ対ゴリアス（1972年、東宝） - 親父
- 恍惚の人（1973年、芸苑社） - おでん屋の老人
- 華麗なる一族（1974年、芸苑社） - 市太夫
- わが道（1974年、近代映画協会） - 葬儀屋
- 急げ!若者（1974年、東宝） - 左官
- がんばれ!若大将（1975年、東宝） - 小宮

### テレビドラマ
- 鸚鵡と梟（1953年、NHK）
- 転落の詩集（1953年、NHK） - 渋野刑事
- 雪だるま（1954年、NHK）
- 神州天馬侠（1954年、NHK） - 講釈師
- 半七捕物帳 第5話「張子の虎」（1954年、NHK）
- あばれ頭巾（1954年、NHK）
- 西遊記（1955年、NHK） - 語り手
- 忠臣蔵の人々（1956年 - 1957年、KR）
- 東芝日曜劇場（KR）
  - 第7話「あばれ姫君」（1957年）
  - 第29話「越後獅子祭」（1957年）
  - 第54話「石となりぬる」（1957年）
  - 第130話「末っ子」（1959年）
  - 第150話「朱雀門の鬼」（1959年）
  - 第299話「姫御前村の災難」（1962年）
  - 第323話「雪の中の青春 飛ばせ無外」（1963年）
  - 第415話「川」（1964年）
  - 第531話「猿かに合戦」（1967年）
  - 第717話「ぎっちょんちょん」（1970年）
- プレイハウス 明日という日（1957年、NHK）
- ウロコ座（KR）
  - 第62・63話「小判狐」（1957年）
  - 第66話「姫重態」（1957年）
  - 第118・119話「馬がものいう」（1958年）
- お好み日曜座（NHK）
  - 閣下（1958年）
  - 北京のたそがれ（1958年）
  - 故郷の声（1958年）
  - 再会 ある役者の半生（1959年）
- 夫婦百景（NTV）
  - 第1話「若い若い夫婦」（1958年）
  - 第126話「げてもの狂亭主」（1960年）
- 新大岡政談（KR）
  - 第1話「かどでの日」（1958年）
  - 第3・4話「蚯蚓長屋」（1958年）
  - 第25 - 29話「藪原検校」（1959年）
- ここに人あり（NHK）
  - 第57話「お母さんの耳」（1958年）
  - 第71話「嫁の歌」（1958年）
- ヤシカゴールデン劇場 恋人（1959年、NTV）
- 好太郎アワー 入札（1959年、NET）
- ミステリー影 灰（1959年、NET）
- NECサンデー劇場（NET）
  - 君死にたもうことなかれ（1959年）
  - 紫陽花（1959年）
  - 愛妻物語（1960年）
  - 街の灯よ今日は（1960年）
  - あべこべ物語（1960年）
  - 破戒（1961年）
  - 父親（1961年）
  - 片棒かつぎ（1961年）
  - 生きて愛して死んだ（1961年）
  - 消えたフットライト（1961年）
- NETサスペンス 欲望（1959年、NET）
- テレビ劇場（NHK）
  - 怒濤の中のうた声（1959年）
  - その男（1962年）
  - がんばれ三郎（1963年）
- サスペンスタイム 第3話「日光宮祠事件」（1959年、NET）
- 雑草の歌 第91話「永遠の光明」（1959年、NTV）
- ゴールデン劇場 清盛と常盤（1960年、NTV）
- 剣豪秘伝 第21話「或る日の武蔵」（1960年、NET）
- 廻れ人生 第23話「純愛」（1960年、NTV）
- スリラー劇場 三十二年目の帰国（1960年、NTV）
- 東芝土曜劇場（CX） 
  - 第76話「追われる」（1960年）
  - 第106話「濁流」（1961年）
- 侍 第4話「難波村の仇討」（1960年、CX）
- おかあさん 第59話「造花の季節」（1960年、TBS）
- 指名手配 第60・61話「偽りの果て」（1960年、NET）
- 名勝負物語 第9 - 11話「二人の王将」（1960年、NTV）
- 決定的瞬間（NTV）
  - 第1話「白い手と赤電話」（1961年）
  - 第5話「頭文字はK・H」（1961年）
- 名作菊五郎劇場 冬木心中（1961年、NET）
- 西鶴物語（NET）
  - 第7・8話「八百屋お七」（1961年）
  - 第11話「篠六の借金」（1961年）
  - 第13話「小吟の入れ智恵」（1961年）
- テレビ指定席（NHK）
  - 分散屋篤造（1961年）
  - 男衆さん（1962年）
  - 恐山宿坊（1964年）
- 近鉄金曜劇場（TBS）
  - オロロンの島（1961年）
  - どらぼや人生（1963年）
  - 夫婦ぶえ（1963年）
  - 祖父の帰国（1966年）
- 講談ドラマ 牡丹灯籠（1962年、NHK）
- お気に召すまま 第15話「友遠方より来る」（1962年、NET）
- 七人の刑事 第39話「ねずみ」（1962年、TBS）
- 三匹の侍（CX）
  - 第1シリーズ 第12話「愛怨両断」（1964年）
  - 第4シリーズ 第19話「木枯の女」（1967年） - 治平
  - 第5シリーズ 第19話「冬の旅」（1968年） - 庄屋
  - 第6シリーズ 第8話「犬侍奮戦録」（1968年） - 大目付
- 風雪（NHK）
  - 明治の相場師（1964年） - 道具屋
  - 時代の勲章（1965年） - 松岡
  - 放送第一声（1965年） - 大阪の代表者
- 丹下左膳（1965年、TBS） - 安積玄心斉
- 忍者部隊月光 第82・83話「ブラックストン作戦 - 前・後篇 -」（1965年、CX） - 吉沢
- 鉄道公安36号 第112話「狙われた漁船」（1965年、NET）
- 特別機動捜査隊 （NET）
  - 第195話「黒い階段」（1965年）
  - 第751話「金貸し一代」（1976年） - 高村源三
- マグマ大使 第29 - 31話（1966年 - 1967年） - 宇宙科学研究所神川博士
- 何処へ 第7話「甘い水・苦い水」（1966年、NTV） - PTA会長
- 東京警備指令 ザ・ガードマン（TBS）
  - 第47話「美貌の罠」（1966年）
  - 第91話「復讐の赤い牙」（1966年）
- 特ダネ記者 第22話「乙女の祈り」（1966年、NTV）
- 山のかなたに（1966年、NTV）
- 仮面の忍者 赤影 第3話「逆襲蟇法師」（1967年、KTV） - 覚平
- シオノギテレビ劇場 蛍火（1967年、CX）
- 日産スター劇場 かあさんは風来坊（1968年、NTV）
- テレビ文学館・名作に見る日本人 第10話「清兵衛と瓢箪」（1968年、MBS）
- 若い川の流れ（1968年 - 1969年、NTV） - 旭日観光専務・岡崎
- 甘柿しぶ柿つるし柿（1969年 - 1970年、TBS）
- 鬼平犯科帳　※八代目松本幸四郎版　第1シリーズ （NET / 東宝）
  - 第10話「女掏摸（めんびき）お富」（1969年）- 市兵衛
  - 第36話「白痴（こけ）」（1970年）‐ 和尚
  - 第51話「艶婦の毒」（1970年）‐ 津国屋長吉
- 銀河ドラマ 闇からの声（1970年、NHK） - 山形屋
- おさな妻（1970年 - 1971年、12ch / C.A.L） - 片岡忠吾
- 大岡越前（TBS / C.A.L）
  - 第3部 第21話「人情大工裁き」（1972年） - 源六
  - 第4部 第7話「形見の観音像」（1974年） - 松尾玄庵
- 水戸黄門 第4部 第2話「天狗馬鹿-忍-」（1973年、TBS） - 吉田道庵
- 落日燃ゆ (1976年、NET) - 東條英機
- 極楽家族（1978年、NHK）
- ピーマン白書 第4話「先生も生徒がいなけりゃタダの人」（1980年、CX）
- 土曜ワイド劇場 滋賀銀行九億円横領事件 女の決算（1981年、ANB）

### ラジオドラマ
- 吼えろ!（1962年、朝日放送） - 関西なまりの男

### バラエティ番組
- 笑アップ歌謡大作戦（1978年 - 1981年、ANB） - 初代校長先生

### CM
- トリスウイスキー（1969年）
- 横浜ゴム（1975年）
- シャープ電子オーブンレンジ「ハイクッカー」（1977年）
- ソニー「ウォークマン（TPS-L2）」（1979年）
- YKK